# Contratto collettivo nazionale di lavoro
Il contratto collettivo nazionale di lavoro (abbreviato CCNL) è, nel diritto del lavoro italiano, un tipo di contratto di lavoro stipulato tra le organizzazioni rappresentanti dei lavoratori dipendenti e i loro datori di lavoro, ovvero dalle rispettive parti sociali in seguito a contrattazione collettiva e successivo accordo.
Il contratto collettivo ha validità "erga omnes" cioè verso tutti, incluso chi non è iscritto ad alcun sindacato. In genere, l'adozione del contratto collettivo è discrezionale, ed i contratti individuali possono ugualmente derogare al CCNL, in senso migliorativo.
I contratti e le loro successive modifiche sono raccolti e conservati nell'archivio nazionale del Consiglio Nazionale dell'Economia e del Lavoro (CNEL).

## Evoluzione storica

### Il sistema corporativo fascista e l'introduzione
L'introduzione del contratto collettivo nazionale di lavoro in Italia si ebbe, durante il ventennio fascista, con la promulgazione della Carta del lavoro pubblicata sulla Gazzetta Ufficiale del Regno d'Italia n. 100 del 30 aprile 1927 che acquisì valore giuridico a partire dal 1941. In essa, il contratto collettivo era istituito a strumento di sintesi del superamento della lotta di classe e, secondo un'impostazione di natura produttivistica:
(art. IV)
La Carta rendeva inoltre vincolante l'efficacia dei contratti, siglati dalle corporazioni dei lavoratori (corporativismo), nei confronti di tutti i lavoratori:
(art. III)
Furono stabilite anche le prassi di compilazione e approvazione dei contratti, alla cui redazione erano obbligate a partecipare le associazioni sia dei lavoratori che datoriali:
(art. XI)
La ratio sottostante il quadro in cui fu promulgata la Carta è quella del sindacalismo fascista teso, anche se lungo diverse e spesso conflittuali correnti sulla sua impostazione, ad assicurare un processo di inclusione dell'individuo e del lavoratore all'interno delle strutture dello Stato come furono proprio i sindacati che, dal 1926, divennero enti di diritto pubblico.
L’impostazione del sindacalismo corporativo risente, quindi, dell’impostazione autoritaria del sistema giuridico durante il regime fascista. Il sistema corporativo, infatti, non riconosceva la libertà sindacale dei lavoratori, imponendo l’iscrizione all’unico sindacato fascista esistente per ciascuna categoria professionale. A questo si aggiungeva un ridotto potere negoziale degli stessi sindacati fascisti, privati dello strumento più importante della pressione sindacale: lo sciopero, come la serrata degli imprenditori, era infatti punito penalmente (articoli 502-507).

### Il secondo dopoguerra, gli anni '60 e l'"autunno caldo"
Con la nascita della Repubblica Italiana, l'art. 39 della costituzione stabilì il principio che la regolamentazione dei rapporti di lavoro possa essere regolata da contratti collettivi stipulati a livello nazionale; la loro vincolatività erga omnes (cioè anche per i non iscritti alle organizzazioni sindacali), però, era subordinata a una forma di riconoscimento giuridico che non è mai stata attivata, nonostante un tentativo sia stato fatto con la legge 14 luglio 1959, n. 741 durante il governo Segni II.
Tuttavia, prima degli anni sessanta il sistema di relazioni industriali dell'Italia era centralizzato e prevalentemente di matrice politica, e questa è stata la causa principale di una contrattazione collettiva debole e statica. La posizione dominante spettava ai contratti nazionali stipulati dai vertici del sindacalismo confederale che hanno così fissato quote minime contributive e gabbie salariali a livello nazionale lasciando così pochissimo spazio di intervento ai livelli inferiori di contrattazione collettiva, rappresentati dai contratti collettivi di categoria e aziendali.
Il miracolo economico italiano del decennio conferì maggior peso e incisività ai lavoratori e dunque ai loro sindacati, favorendo una progressiva decentralizzazione del sistema sindacale italiano e dunque della contrattazione collettiva. Assumono mediocre importanza le contrattazioni collettive di categoria e aziendali, nei confronti delle quali il contratto nazionale di livello confederale opera una deroga ancora parziale per quanto riguarda i contenuti e i soggetti titolari alla loro stipulazione (possono concludere tali contratti solo i sindacati provinciali di categoria e non le Rappresentanze Sindacali Aziendali).
L'incisività dei sindacati italiani sul sistema di relazioni industriali dell'Italia raggiunge il suo culmine nel "biennio di lotta" 1968-1970 e questo spiega perché la prima metà degli anni settanta rappresentino il periodo di minore istituzionalizzazione (i vari livelli di contrattazione collettiva si prefigurano autonomi e indipendenti gli uni dagli altri) e di massimo decentramento (la funzione trainante delle relazioni industriali viene svolta dalla contrattazione collettiva aziendale). Si può capire dunque perché il periodo risulti caratterizzato anche da una forte bipolarità: la contrattazione collettiva nazionale di categoria non perde infatti il proprio fondamentale ruolo ma diventa strumento di estensione a livello nazionale delle innovazioni introdotte dai vari contratti collettivi aziendali.

### Dagli anni '70 agli anni '90: la concertazione
La profonda crisi economica nazionale e internazionale porta lo Stato a un maggiore interventismo nel settore delle relazioni industriali e alla creazione del meccanismo del cosiddetto "scambio sociale", in cui lo Stato usa i mezzi di cui può disporre (concessione di agevolazioni fiscali agli imprenditori e promessa di una legislazione di sostegno ai sindacati) per incentivare i sindacati dei lavoratori e dei datori a cooperare, riducendo al minimo il conflitto tra loro, per aiutare il Paese a superare il difficile momento di crisi. Questo comporta un progressivo riaccentramento del sistema sindacale e un contemporaneo rovesciamento degli equilibri delle relazioni industriali: la funzione trainante spetta ora agli accordi cosiddetti trilaterali (sindacati dei lavoratori, degli imprenditori e istituzioni pubbliche) e la contrattazione collettiva aziendale, pur non perdendo il suo ruolo-chiave, è costretta a porsi principalmente come contrattazione difensiva.
Negli anni 1980 la ripresa dopo la crisi e la rapidissima innovazione tecnologica portano il sistema delle relazioni industriali verso un nuovo decentramento, il quale si configura come una delle principali cause della debolezza sindacale: la contrattazione collettiva infatti, oltre a porsi obiettivi sempre più difensivi, riduce il proprio ambito e la propria efficacia.
Negli anni 1990 la necessità di risanare il debito pubblico dello Stato e di allinearsi ai requisiti indicati dall'UE per diventare paese membro dell'Euro portano il paese verso un progressivo riaccentramento delle relazioni industriali e verso quella che viene definita e istituzionalizzata nel protocollo del 23 luglio 1993 come "concertazione sociale", sistema di collaborazione tra maggiori confederazioni sindacali e Governo che prevede una sempre più ampia partecipazione dei primi alle decisioni di politica macro-economica di quest'ultimo. Consacrato anche dal "patto di Natale del 1998" (introduttivo dei principi di "legislazione negoziata" e consultazione obbligatoria ma non vincolante") il nuovo equilibrio di relazioni industriali prefigura un doppio livello di contrattazione in cui la definizione di ambiti, tempi, modalità di articolazione, materie e istituti del contratto collettivo aziendale sono predeterminati dal contratto collettivo nazionale di categoria.

### Gli anni 2000 e i nuovi accordi sociali
Il «Patto per l'Italia – Contratto per il Lavoro – Intesa per la competitività e l'inclusione sociale» sottoscritto il 5 luglio 2002 dal governo italiano e da un ampio numero di organizzazioni sindacali ed imprenditoriali, hanno trasferito i rapporti confederazioni sindacali-Stato su un piano più specifico confinando però il ruolo dei primi nell'ambito dei pareri e delle raccomandazioni: questo ha portato parte della dottrina a ravvisare un indebolimento delle organizzazioni sindacali sul piano dei rapporti tra legge e contratto.
La sentenza n. 27711/2023 della Corte di Cassazione ha stabilito che i tribunali possono derogare contratti collettivi nazionali di lavoro al fine di stabilire un salario conforme all'articolo 36 della Costituzione.

## Caratteristiche e finalità
Nel settore del lavoro privato, esso è stipulato tra le organizzazioni rappresentative dei lavoratori dei sindacati in Italia e le associazioni dei datori di lavoro (o un singolo datore) che predeterminano congiuntamente la disciplina dei rapporti individuali di lavoro (cosiddetta parte normativa) e alcuni aspetti dei loro rapporti reciproci (cosiddetta parte obbligatoria).
Da un punto di vista giuridico, i CCNL sono "ordinari contratti di diritto comune" e pertanto sono vincolanti solamente per i dipendenti iscritti al sindacato che ha stipulato un determinato CCNL. Diverso è invece il caso dei dipendenti pubblici.
Nel settore della pubblica amministrazione italiana i soggetti interessati invece sono tra le rappresentanze sindacali dei lavoratori e l'Agenzia per la rappresentanza negoziale delle pubbliche amministrazioni (ARAN), che rappresenta per legge la P.A. nella contrattazione collettiva. La banca dati ufficiale è tenuta dal Consiglio Nazionale dell'Economia e del Lavoro (CNEL), che gestisce tra l'altro un archivio elettronico di tutti i CCNL (correnti e passati).
Le finalità essenziali del contratto collettivo sono quindi:
- determinare il contenuto essenziale dei contratti individuali di lavoro in un certo settore (commercio, industria metalmeccanica, industria chimica, ecc.), sia sotto l'aspetto economico (retribuzione, trattamenti di anzianità) che sotto quello normativo (disciplina dell'orario, qualifiche e mansioni, stabilità del rapporto, ecc.).
- disciplinare i rapporti (cosiddette relazioni industriali) tra i soggetti collettivi.

La contrattazione si svolge a diversi livelli, da quello interconfederale (cui partecipa spesso anche lo Stato, in funzione di mediatore nelle trattative tra le confederazioni dei lavoratori e quelle dei datori) a quello di categoria, a quello locale e aziendale. I contratti che hanno maggiore rilevanza pratica sono i contratti collettivi nazionali di lavoro (CCNL), conclusi a livello di categoria.
L'art. 16-quater del decreto-legge 16 luglio 2020, n. 76, convertito, con modificazioni, in legge 11 settembre 2020, n. 120, ha introdotto il codice alfanumerico unico per indicare i CCNL prevedendo che, nelle comunicazioni obbligatorie al Ministero del Lavoro e delle politiche sociali e nelle denunce retributive mensili all’INPS, il dato relativo al contratto applicato al lavoratore venga indicato mediante tale codice alfanumerico unico, attribuito dal CNEL in sede di acquisizione del contratto nell’"archivio nazionale dei contratti e degli accordi collettivi di lavoro", presso tale ultimo organo ai sensi dell'art. 17 della legge 30 dicembre 1986, n. 936.

### Le parti e gli elementi fondamentali
Il contratto collettivo di lavoro è usualmente concluso dalle associazioni sindacali di categoria che rappresentano i datori e i lavoratori operanti in un certo settore.
A livello aziendale, il contratto può essere stipulato anche dal singolo datore di lavoro, che è legittimato a condurre le trattative con le organizzazioni sindacali aziendali ovvero con un gruppo, anche spontaneo e non sindacalizzato, di lavoratori.
Le Sezioni Unite della Corte di cassazione hanno chiarito che anche per il CCNL, come per la generalità dei contratti, vale il principio della libertà di forma (Cassazione, S.U., 22.03.1995, n. 3318). Di norma, i contratti collettivi sono tuttavia conclusi per iscritto per comprensibili ragioni di chiarezza.
La durata del contratto è fissata dalle parti stipulanti. Il contratto collettivo nazionale di categoria ha una durata di tre anni sia per la parte normativa che per la parte economica. Prima del 2009, cioè prima dell'accordo interconfederale tenutosi il 15 aprile 2009 la durata era distinta tra parte normativa e parte economica, quattro anni per la parte normativa e di due anni per quella attinente alla retribuzione. Alla scadenza del termine, conformemente ai principi generali, il CCNL cessa di produrre effetti e non è più vincolante. La Corte di cassazione ha infatti recentemente chiarito che l'art. 2074 c.c. non si applica ai contratti collettivi di diritto comune (Cassazione, 17.01.2004, n. 668). Anche dopo la scadenza del contratto, in ogni caso, conservano la loro efficacia le clausole attinenti alla retribuzione, atteso il rilievo costituzionale della prestazione contrattualmente dovuta al lavoratore.
La procedura di rinnovo del contratto è avviata tre mesi prima della scadenza dello stesso, con la presentazione delle cosiddette "piattaforme rivendicative". Negli ultimi tre mesi di vigenza del contratto e nel mese successivo le parti collettive hanno l'obbligo di non intraprendere iniziative di lotta sindacale.
Se il contratto scade senza che le parti collettive trovino un accordo per il rinnovo, ai lavoratori è dovuta la cosiddetta indennità di vacanza contrattuale, cioè un importo addizionale che ha la funzione di preservare la retribuzione (quantomeno in parte) dagli effetti dell'inflazione.
La legge italiana non obbliga le parti sociali a sedersi intorno a un tavolo e a giungere a un nuovo accordo entro tempi prestabiliti dopo la scadenza del CCNL: la concertazione non è riconosciuta nell'ordinamento giuridico come una fonte "obbligata" del diritto del lavoro, che ha competenza esclusiva su certi temi. In sede di rinnovo, se vi sono evidenti difficoltà delle parti sociali a pervenire a un accordo, il Ministero del lavoro e delle politiche sociali può decidere di passare ai cosiddetti "lodi governativi", in cui le condizioni del nuovo contratto sono dettate dalla pubblica autorità, che vincola le parti sociali a sottoscriverlo, ovvero le impone per decreto.
Con decreto del governo italiano o del Presidente della Repubblica possono essere riprese parti del CCNL, che ricevono forza di legge erga omnes, per tutti i lavoratori appartenenti a una categoria.

### Il rapporto con le altre fonti del diritto
Il rapporto di lavoro è disciplinato da una molteplicità di fonti: legge, contratti collettivi e contratto individuale. Quando una fonte è gerarchicamente sovraordinata rispetto a un'altra, la regola generale è nel senso che la fonte inferiore (il contratto individuale rispetto al CCNL, il CCNL rispetto alla legge) possa derogare a quella superiore solo in senso più favorevole ai lavoratori (cosiddetta derogabilità in melius) e mai in senso a essi sfavorevole (inderogabilità in peius).
IL CCNL non ha mai efficacia abrogativa nei confronti delle leggi ordinarie, tranne il caso (verificatosi una sola volta in Italia) di recepimento delle disposizioni del contratto in un atto avente forza di legge. Come è tipico del diritto privato, la legge ordinaria può stabilire che essa si applichi soltanto in via residuale, salvo diverso accordo fra le parti contraenti.
Se tra le fonti non sussiste un rapporto di gerarchia (es. rapporto tra contratti collettivi, anche di diverso livello), il contrasto si risolve secondo il criterio della successione temporale, in quanto un contratto collettivo successivo può sicuramente derogare, anche in senso peggiorativo, rispetto alla disciplina collettiva previgente. La giurisprudenza ha più volte sottolineato che non esiste un diritto alla stabilità nel tempo di una disciplina prevista dal contratto collettivo, per cui il successivo CCNL può liberamente incidere anche su situazioni in via di consolidamento, con il solo limite dei diritti acquisiti. I rapporti tra le fonti del rapporto si regolano come segue:
- Rapporto tra CCNL e legge: il rapporto è gerarchico, per cui il CCNL può derogare solo in senso migliorativo per i prestatori. Vi sono tuttavia casi, espressamente previsti ex lege, in cui la stessa legge autorizza la contrattazione collettiva a introdurre deroghe peggiorative rispetto alla disciplina legale (si segnala, tra le altre, la l. 223/91, che consente alla contrattazione collettiva, nei casi di gravi crisi aziendali, di superare il divieto di demansionamento previsto dall'art. 2103 c.c. come alternativa ai licenziamenti collettivi)
- Rapporto tra CCNL dello stesso livello: il rapporto è paritario, quindi il contratto successivo può modificare quello precedente anche in senso peggiorativo, con il solo limite dei diritti quesiti (cioè definitivamente acquisiti al patrimonio dei lavoratori). Di norma viene modificata solo la parte oggetto delle piattaforme rivendicative, lasciando per il resto inalterato il testo previgente.
- Rapporto tra CCNL e contratto aziendale: il rapporto è di specialità o "di prevalenza della fonte più vicina a rapporto da regolare", per cui il contratto aziendale può derogare a quello collettivo anche in senso sia peggiorativo che migliorativo per il lavoratore.

Esiste in via generale una gerarchia delle fonti del diritto sindacale, scritta e vigente negli ultimi trenta anni. La gerarchia delle fonti del diritto prevede prevalenza, complementarità (e non alternatività o derogabilità) della fonte superiore, in ordine: leggi, CCNL nazionali, CCNL regionali, CCNL territoriali, CCNL aziendali. La gerarchia si applica per le materie che sono competenza concorrente di due CCNL, ovvero quando un CCNL interviene in violazione della gerarchia, su una materia che è competenza esclusiva di un CCNL di livello superiore. Nulla vieta, nel permanere di una gerarchia delle fonti del diritto sindacale, che alcune materie siano identificate nel CCNL nazionale o direttamente dalla legge come competenza esclusiva del CCNL aziendale, eliminando alla base il contenzioso legale e l'arduo problema interpretativo delle molteplici fonti.
Le materie di contrattazione facilmente attribuibili come competenza esclusiva del CCNL aziendale sono svariate: tematiche e congedi per formazione professionale e riqualificazione dei lavoratori, diritto allo studio per studenti lavoratori universitari, ricerca e sviluppo/innovazione di prodotto e processo, rapporti coi fornitori/sindacati dell'indotto locale e del distretto, lavoro a domicilio, una tantum e premio di produzione, pari opportunità, inserimento di lavoratori disabili e categorie a svantaggio sociale, istituzioni interne a carattere sociale e volontariato, previdenza e assistenza sanitaria integrativa complementare di settore e aziendale, strumenti informatici e uso della connessione Internet, assunzione e periodo di prova, tipo di contratto, documenti/residenza/domicilio, apprendistato, mobilità, trasferta/distacco/trasferimento, appalti, passaggio temporaneo di mansioni/sostituzione di personale, cumulo di mansioni/attribuzione di nuove mansioni o qualifica anche a lavoratori inidonei, orario di lavoro (entrata/uscita in azienda, conto ore, interruzioni e sospensione, flessibilità in entrata e uscita/recuperi, ore/preavviso/maggiorazioni per reperibilità/lavoro eccedente/straordinario/festivo/notturno/secondo turno/pluriperiodale,  fruizione delle ferie e del riposo settimanale), ferie (indennità sostitutiva di mancato godimento, preavviso, richiamo in servizio), mensa (orario e indennità), indennità per disagiata sede/cassa/maneggio denaro, elemento perequativo, indumenti di lavoro, certificato di lavoro e di formazione, obblighi aggiuntivi di informativa/consultazione/accordo sindacale, codice etico/certificazioni/policy interne.

### L'identificazione del contratto collettivo applicabile
Dopo l'abrogazione del sistema corporativo, si ritiene che non sia più applicabile l'art. 2070 c.c., norma che permetteva di individuare il CCNL applicabile facendo riferimento alla "attività effettivamente esercitata dall'imprenditore".
Un orientamento giurisprudenziale consolidato considera in primo luogo, ai fini dell'individuazione del contratto applicabile, la concreta volontà delle parti, espressa esplicitamente nel contratto individuale ovvero desumibile dall'applicazione continuata e non contestata di un certo CCNL.
Si fa invece riferimento alla categoria economica in cui opera l'azienda quando la retribuzione contrattuale risulti inadeguata, ai sensi dell'art. 36 Cost., rispetto all'attività lavorativa prestata dal dipendente.

### L'interpretazione
In quanto contratto di diritto comune, il CCNL deve essere interpretato secondo i criteri ermeneutici dettati dal codice civile agli artt. 1362 ss c.c.. L'interprete deve quindi ricercare la "comune volontà delle parti", riferendosi:
1. all'elemento letterale delle clausole;
2. al comportamento complessivo delle parti, anche posteriore alla conclusione del CCNL;
3. al contesto contrattuale, interpretando le clausole del contratto le une per mezzo delle altre.

Va precisato che, secondo la giurisprudenza, i contratti collettivi corporativi ancora in vigore conservano la loro originaria natura normativa e devono quindi essere interpretati secondo le specifiche disposizioni sull'interpretazione della legge , secondo l'art. 12 delle disposizioni sulla legge in generale relative al codice civile italiano.

### La certificazione
La certificazione dei contratti individuali e di quelli collettivi territoriali, è un istituto ibtrodotto dal d.lgs. 10 settembre 2003, n. 276. A una camera di privati rappresentanti di associazioni sindacali e di datori è attribuita la potestà (D.M. 14 giugno 2004) di una certificazione che ha forza pari a un atto amministrativo opponibile a terzi, pur non essendovi parte pubblici ufficiali, né un presidente terzo e imparziale rispetto alle parti firmatarie. Può non essere rappresentato il lavoratore iscritto a un sindacato non firmatario di accordi. Il CCNL metalmeccanico 2012-2017 è stato il primo ad utilizzare tale strumento, nediante ricorso a enti bilaterali di imprese e sindacati firmatari.

## Aspetti giuridici e legali
I contratti collettivi sono qualificati come un contratto di diritto comune che pertanto non esplica efficacia ultra partes (ossia verso terzi), vincolando solamente le parti firmatarie (principio della rappresentanza di diritto comune). A seguito della contrattualizzazione del pubblico impiego in Italia, l'art. 45 del d.lgs. 30 marzo 2001, n. 165 prevede infatti la loro applicazione generalizzata a tutti i rapporti di pubblico impiego cui si applica tale normativa.
Quanto ai rapporti ordinari, si considerano soggetti terzi non vincolati, in particolare, anche le associazioni di secondo grado a esse aderenti, che non ereditano diritti od obblighi previsti negli accordi. Nell'ordinamento italiano vige il principio della autonomia e pariteticità delle fonti collettive, per il quale le Confederazioni non possono assumere obblighi giuridicamente vincolanti che producano effetto direttamente in capo alle Associazioni aderenti.
Ciò vale per:
- accordi di pari livello (es. nazionali): Accordo Interconfederale del 28/06/2011 firmato da CGIL, ma non dalla FIOM, e non direttamente applicabile da CGIL all'associazione di categoria a questa aderente[8];
- fra accordi di differente livello, per i quali non esiste una gerarchia, avendo tutti pari dignità e forza vincolante in quanto tutti contratti di diritto comune, cui non si applica il principio di gerarchia e specialità proprio delle fonti legislative[9].

A nulla rileva l'estensione della validità territoriale dell'accordo, ovvero che l'associazione sindacale firmataria a livello provinciale aderisca a una regionale, e questa a una nazionale. I contratti di diritto comune operano nell'ambito del diritto privato e quindi non di possibile sovraordinazione di una parte rispetto a un'altra, come accade nel diritto pubblico. Oltre a essere equiordinate, le parti sindacali sono autonome in modo paritetico a tutti i livelli (nazionale tra Confederazioni e Associazioni di categoria, e soggetti locali e Camere del Lavoro), in quanto soggetti giuridicamente e amministrativamente distinti (es. Statuto CGIL, art. 25, 1° comma), che hanno una propria struttura interna e organo rappresentativo eletto. Ogni contratto è espressione di autonomia contrattuale pariordinata, con la confermata conseguenza che non vi è alcun rapporto di superiorità dell'uno sull'altro, e quindi di automatica potenzialità invalidante dell'uno nei confronti dell'altro.
Pertanto, un sindacato di categoria può firmare un contratto con il sindacato Confederale e i datori, e poi un successivo CCNL di settore non conforme, senza che questo sia nullo. In secondo luogo, se il sindacato di categoria non sottoscrive un accordo che è firmato dal sindacato Confederale (es. FIOM vs CGIL), il contratto Confederale non comporta diritti o obblighi verso le sigle di categoria, che sono considerati "terzi".Il CCNL può essere esteso a favore di terzi non firmatari a discrezione del giudice, se questi ravvisa interpreta un effetto favorevole dei terzi -come l'acquisizione di un diritto senza nuovi obblighi-, e che il sindacato firmatario porta interesse (art. 1411 c.c.).
Nel dicembre 2010 Marchionne decise di fare uscire il Gruppo FIAT dalla Confindustria e di non aderire più al CCNL del settore metalmeccanico, che fu sostituito da un accordo aziendale nei singoli stabilimenti, a partire da Pomigliano.
Per la prima volta, il 15 ottobre 2013 l'ABI ha comunicato ai sindacati di categoria e al Governo di non utilizzare più il CCNL del settore bancario come contratto collettivo applicabile, dieci mesi prima della sua scadenza e rinnovo. Essendo la scelta del CCNL applicabile a discrezione del datore, di fatto si configura in qualsiasi momento un diritto di recesso unilaterale non opponibile anche in presenza di accordi unitari e in un primo momento applicati in azienda. I successivi rinnovi del 2018 e del 2022 hanno previsto il diritto alla disdetta di ambo le parti contraenti. Tale scenario apre alla possibilità di revoca del mandato di rappresentanza sindacale nella stipula dei contratti collettivi, come è accaduto nel marzo 2023 in Intesa Sanpaolo nei confronti dell'ABI.

### Caratteri ed efficacia
In base alla legge 14 maggio 2005, n. 80, che modificò l'art. 474 del c.p.c., sono titoli esecutivi gli altri atti cui la legge attribuisce stessa efficacia delle sentenze e atti pubblici o notarili (n. 1), cambiali o titoli di credito (n. 2), e le scritture private autenticate (n.3) limitatamente all'obbligazione di somme di denaro in essi contenuti. In assenza di una esplicita previsione di legge che equipari l'efficacia dei contratti collettivi ad atti pubblici idonei a formare un titolo contrattuale esecutivo, vale comunque il n. 3 che limitatamente alla sola parte economica, rende i contratti collettivi esigibili in materia di aumenti salariali.
La norma si applica a vantaggio del lavoratore dipendente, non esistendo in genere obbligazioni di denaro a favore del datore (se non di ammontare trascurabile). Per quanto riguarda la parte normativa, diventa esigibile la retribuzione di giornate di assenza dal lavoro giustificate dal contratto (malattia, permessi di studio, ecc.).
I contratti collettivi sono qualificabili come una scrittura tra soggetti di diritto privato (o altro atto avente maggiore forza di legge) autenticata in presenza di pubblico ufficiale, per la quale prima e al momento della stipula sussistono altri elementi tipici di un atto pubblico idoneo come titolo esecutivo, quali: un controllo di legalità (assenza di vizi che rendono nullo o annullabile il contratto), e un controllo della rispondenza fra dichiarazione e volontà delle parti firmatarie.
I contratti collettivi a tutti i livelli restano vincolati al rispetto della Costituzione, delle convenzioni internazionali e del diritto dell'Unione europea.

### Esigibilità delle regole di condotta
Per analogo motivo, sono distinte regole di validità e regole di comportamento, per cui il contratto è nullo solo se viola norme imperative nella sua struttura o contenuto (art. 1418, 1° comma), non per la condotta delle parti antecedente o successiva, pure se antisindacale. Il rispetto delle regole di comportamento non è esigibile né in termini di nullità degli accordi, né con ordini ad adempiere:
- non essendo la nullità una sanzione espressamente prevista da una legge (art. 1418, 3° comma), gli accordi separati restano validi anche se è rilevata d'ufficio dal giudice la violazione delle regole concordate tra le parti per l'ammissione di un sindacato alle trattative fino all'approvazione finale degli accordi (quali quorum di rappresentatività, referendum dei lavoratori, ecc.), su istanza di chiunque vi abbia interesse (ex art. 1421 c.c.);
- il CCNL quale accordo di diritto comune cui si applicano le norme civilistiche in materia di autonomia contrattuale e formazione della volontà negoziale, preclude al giudice il potere di pronunciare un ordine di partecipazione alle trattative[13].

La violazione di regole interconfederali non ha conseguenze a livello civilistico sull'efficacia o validità della contrattazione di livello inferiore. Eventualmente, può comportare conseguenze a livello endoassociativo, se e in quanto previsto dai singoli statuti.

### Nullità delle clausole
L'accertamento della nullità delle clausole di un contratto collettivo non è qualificato come controversia di lavoro individuale e, dato il suo valore non determinabile, compete al giudice ordinario, sia che il sindacato non firmatario ricorra avverso associazioni dei datori che verso altri sindacati firmatari.

### Accordi sindacali sulla rappresentanza
Le fonti normative sono: Accordo del 28 giugno 2011, Accordo del 31 maggio 2013, Accordo del 10 gennaio 2014 (detto Testo Unico sulla Rappresentanza, ma in realtà non recepito da norme di legge), Convenzione INPS-Confindustria-Sindacati del 16 marzo 2015.
L'accordo del 10 gennaio 2014 fissa le regole elettorali per la RSU, e nella parte III afferma:"Il contratto collettivo nazionale di lavoro ha la funzione di garantire la certezza dei trattamenti economici e normativi comuni per tutti i lavoratori del settore ovunque impiegati nel territorio nazionale. [...] le Organizzazioni Sindacali favoriranno, in ogni categoria, la presentazione di piattaforme unitarie.[.]Il rispetto delle procedure sopra definite comporta che gli accordi in tal modo conclusi sono efficaci ed esigibili per l'insieme dei lavoratori e delle lavoratrici nonché pienamente esigibili per tutte le organizzazioni aderenti alle parti firmatarie della presente intesa.[...] La contrattazione collettiva aziendale si esercita per le materie delegate e con le modalità previste dal contratto collettivo nazionale di lavoro di categoria o dalla
legge. I contratti collettivi aziendali per le parti economiche e normative sono efficaci ed esigibili per tutto il personale in forza e vincolano tutte le associazioni sindacali, espressione delle Confederazioni sindacali firmatarie dell'Accordo Interconfederale del 28 giugno 2011".

Vengono per la prima volta introdotte:
- esigibilità dei contratti aziendali
- estensione dei CCNL nazionali a tutti i lavoratori, anche non iscritti
- sanzioni pecuniarie e interdittive, e l'arbitrato per gli inadempienti al contratto collettivo, riservate alle associazioni firmatarie, esclusi i lavoratori
- alternatività di RSA e RSU: il datore si impegna per favorire una sola forma di rappresentanza.

Per la prima volta si afferma che se i firmatari hanno la rappresentanza del 50% e il voto dei lavoratori, l'accordo è vincolante per tutti i lavoratori (anche non iscritti a un sindacato), oltre a introdurre a livello nazionale l'esigibilità dei contratti collettivi aziendali.
Dopo l'abolizione del Cnel, la Convenzione affida all'INPS il compito di raccogliere, rilevare e certificare a cadenza mensile il numero (medio annuo) di deleghe sindacali aggregate e non nominative, per Federazione e riferibili a uno stesso contratto collettivo nazionale, dettagliato poi per singolo sindacato, azienda e provincia. Il dato è fondamentale per il calcolo della 'soglia' al 5% per sedere al tavolo della contrattazione nazionale, e del 50% + 1 (la maggioranza semplice) per approvare gli accordi.
La Convenzione ha validità per tre anni, senza rinnovo automatico, non definisce norme transitorie per la sua applicazione immediata ai numerosi contratti collettivi in scadenza e rinnovo per il 2016 (contratti validi per tre anni che cesseranno di avere validità quando la Convenzione stessa, senza una sua applicazione di fatto).

## Efficacia ed estensione di applicabilità

### Mancanza di sanzioni e di efficacia universale
Non essendo i contratti collettivi recepiti in atti legislativi, le sanzioni si limitano all'ambito disciplinare (al massimo il licenziamento) anche per i casi più gravi quali la violazione delle norme elettorali democratiche: brogli o voto di scambio i quali, se le norme elettorali fossero regolate da leggi nazionali e non dai contratti collettivi, sarebbero sanzionati sul piano penale, molto più equamente e con efficacia dissuasìva verso la reiterazione del fatto.
Una legge elettorale nazionale sull'elezione di RSU, RSA, enti bilaterali o commissioni paritetiche dove previsti, contratti collettivi, referendum promossi dai sindacati, darebbe garanzie minimali per tutti di un sindacato avente ordinamento democratico interno e di un voto personale, eguale, libero e segreto previste dalla Costituzione.
Non essendo recepiti in legge, anche qualora l'accordo sia unitario, datori e sindacati mettano per iscritto l'estensione a tutti gli iscritti e non, con la firma di una rappresentanza sindacale pari al 50% delle deleghe e dei voti, e anche col voto a maggioranza semplice di tutti i lavoratori, e forte di una prassi decennale nei tribunali, il contratto collettivo resta comunque per sua natura valido tra le parti firmatarie, libere di uscire dalle relative associazioni di categoria e non applicarlo, ovvero di applicarlo ai soli iscritti.

### Casi di estensione dell'efficacia del contratto collettivo
L'efficacia del contratto collettivo può essere estesa anche a chi non aderisce a una delle associazioni sindacali che lo ha stipulato, ma solo in limitate ipotesi. Se il contratto individuale contrasta con norme di legge, il giudice stabilisce il salario considerando le condizioni di trattamento economico contenute nel contratto collettivo.
L'efficacia del contratto collettivo si estende anche al lavoratore non aderente a un'associazione sindacale, salvo che questi non si opponga, e al datore che, pur non aderendo all'associazione stipulante, manifesta, con comportamenti concludenti e in forma esplicita, la volontà di recepirne il contenuto.

### Il contratto collettivo "di diritto comune"
La funzione del CCNL di dettare dei minimi economici e normativi validi per tutti i lavoratori di un certo settore è garantita, in quasi tutti gli ordinamenti che prevedono l'istituto, da specifiche procedure volte a estendere le norme collettive a tutti i soggetti (datori e prestatori) operanti in un dato settore.
Una disciplina di questo tipo non è mai stata introdotta nel sistema giuridico italiano, sebbene l'art. 39 della Costituzione repubblicana prevedesse che i sindacati, previo espletamento di una procedura di registrazione, potessero "rappresentati unitariamente in proporzione ai loro iscritti, stipulare contratti collettivi di lavoro con efficacia obbligatoria per tutti gli appartenenti alle categorie alle quali il contratto si riferisce".
La norma costituzionale restò tuttavia priva di attuazione per la resistenza delle stesse organizzazioni sindacali, le quali temevano, nel clima politico del secondo dopoguerra, che la procedura di registrazione prevista dall'art. 39 consentisse allo Stato un eccessivo controllo sulla loro attività. In particolare, l'obbligo di registrazione avrebbe comportato l'accettazione di un organo amministrativo che verificasse nel tempo che tanto gli statuti quanto la loro concreta attuazione rispettassero l'obbligo di avere un ordinamento interno democratico («È condizione per la registrazione che gli statuti dei sindacati sanciscano un ordinamento interno a base democratica»). La registrazione non significa una limitazione della libertà sindacale o un controllo in senso stretto, non essendo seguita né da sanzioni né da provvedimenti che potrebbero annullare atti del sindacato, se questo non è registrato o non ha un ordinamento interno a base democratica. L'unica conseguenza possibile, sebbene rilevante, potrebbe essere la cessazione dell'efficacia obbligatoria dei contratti stipulati.
La Costituzione ha posto un limite minimo, quello della base democratica che ha come primo presupposto l'elettività, a fronte di una norma che conferisce agli accordi contrattuali un notevole potere: quello dell'efficacia di legge ordinaria, e quindi un potere legislativo de facto a due parti sociali, o addirittura al solo sindacato, se questi (come accaduto in passato) ottiene dal Governo la sottoscrizione di un contratto collettivo, senza la firma della controparte. Analogo presupposto della base democratica è previsto pure per il Parlamento. Tuttavia, la Costituzione non prevede che l'ordinamento a base democratica sia l'unica condizione per la registrazione del sindacato, e che quindi nuove leggi non possano introdurre delle limitazioni ulteriori (sebbene questo sia in sostanza già affermato al comma 2 «Ai sindacati non può essere imposto altro obbligo se non la loro registrazione presso uffici locali o centrali, secondo le norme stabilite dalla legge»). È chiaro che le norme possono stabilire le modalità di registrazione, non introdurre con queste modalità nuovi obblighi-condizioni.
Di conseguenza, l'unico CCNL che le parti collettive sono oggi in grado di concludere altro non è che un contratto atipico (art. 1322 c.c.) disciplinato dalle norme sui contratti in generale (art. 1321 c.c.). Le norme collettive trovano pertanto applicazione, quantomeno in linea di stretto diritto, nei confronti dei soli iscritti alle associazioni sindacali (dei lavoratori e datoriali) che hanno stipulato il contratto. In questo senso si parla spesso di contratto collettivo "di diritto comune". L'assenza di una disciplina specifica ha causato non pochi inconvenienti, della cui soluzione si è fatta storicamente carico in massima parte la giurisprudenza. Per esempio, grazie all'applicazione di alcuni articoli del codice civile (art. 2077 c.c. e art. 2113 c.c.), sono rese invalide talune clausole contrattuali individuali difformi dal contratto collettivo. Inoltre la prassi giudiziaria estende tali contratti, in caso di controversia, anche ai soggetti non obbligati, sulla base dell'art. 36 della Costituzione italiana che prevede un diritto del lavoratore a una "retribuzione proporzionata", individuando nei contratti in questione la base per determinare il minimo contrattuale dovuto.
In base alla Cassazione, sentenza n. 1175/1993, i contratti collettivi di lavoro o altri accordi sindacali comunque validi su scala nazionale, assumono efficacia erga omnes, ovvero per tutti i lavoratori, soltanto se sono recepiti in un Decreto del Presidente della Repubblica o altro atto normativo.

L'efficacia erga omnes introdotta per i contratti aziendali locali, verso una serie indeterminata di soggetti e l'inderogabilità, equiparano di fatto il contratto collettivo locale a una legge ordinaria. Diversamente da queste, il contratto collettivo non persegue in linea di principio l'interesse pubblico e il bene comune, ma interessi privati. È, infatti, emanazione di soggetti di diritto privato, quali i sindacati e le associazioni datoriali, che hanno lo scopo di tutelare l'interesse di due parti che, pur rilevanti, non sono l'intera società civile, e che può differerire da quello collettivo, senza che necessariamente i due finiscano col perseguire il bene comune pe runa sorta di mano invisibile. Quale atto di autonomia privata collettiva, il contratto collettivo può, nella forma massima della sua efficacia, avere forza di legge tra le parti.
Il contratto collettivo aziendale assume efficacia se è sottoscritto da un'organizzazione sindacale ammessa alla rappresentanza, in particolare se questa ha ricevuto a maggioranza un preventivo mandato di rappresentanza da parte dell'Assemblea di tutti i lavoratori (aperta anche ai non iscritti al sindacato), e/o una successiva ratifica dell'accordo da parte di assemblee totalitarie. I contratti aziendali sono una mera scrittura privata senza alcun valore vincolante tra le parti: se in altre parole, una parte contraente non osserva quanto sottoscritto, né il giudice del lavoro né altro soggetto pubblico è tenuto all'applicazione dell'accordo, delle eventuali sanzioni previste per gli inadempienti e a ordinare la sua esecuzione forzata. Viceversa, i contratti collettivi di lavoro nazionali e territoriali (almeno a livello di provincia) hanno valore di legge tra le parti (e rispettivi iscritti), e al contempo quelli individuali di lavoro fra datore e dipendente hanno maggiore efficacia vincolante di quelli aziendali, se sottoscritti davanti alle Commissioni di Certificazione provinciali di cui alla Legge Biagi, perché con la certificazione acquisiscono forza di legge tra le parti e di atto amministrativo opponibile a soggetti terzi. I contratti collettivi aziendali non sono ammessi alla certificazione di cui alla Legge Biagi.

### I tentativi di estensione dell'ambito di efficacia
Già a partire dagli anni cinquanta, le corti italiane tentarono in vari modi di estendere l'ambito di applicabilità del contratto anche ai soggetti non iscritti, in modo da garantire a tutti i lavoratori (anche dipendenti da datori di lavoro non aderenti alle organizzazioni stipulanti) uno standard minimo di trattamento economico e normativo.
La giurisprudenza realizzò l'estensione dell'applicabilità seguendo varie strade:
- la principale operazione giurisprudenziale fece leva sull'art. 36 della Costituzione, norma che riconosce il diritto a una retribuzione "sufficiente" ad assicurare "un'esistenza libera e dignitosa" a tutti i lavoratori e alle loro famiglie. I giudici affermarono l'immediata applicabilità del precetto costituzionale anche nei rapporti tra privati, e interpretarono il concetto di "retribuzione sufficiente" facendo riferimento ai minimi tariffari previsti dai CCNL, applicando di fatto tali disposizioni contrattuali anche ai rapporti di lavoro intercorrenti tra soggetti non iscritti alle organizzazioni sindacali. Tale orientamento giurisprudenziale, a tutt'oggi sostanzialmente immutato, precluse ai datori di lavoro non iscritti di retribuire i dipendenti in misura minore rispetto a quanto stabilito dalla contrattazione collettiva;
- i giudici affermarono successivamente che il datore di lavoro iscritto a un'associazione stipulante ha sempre l'obbligo di applicare il CCNL nei confronti di tutti i suoi dipendenti, quindi anche a quelli non iscritti al sindacato (Cassazione, 13.08.1997, n. 7566). Per di più, fu introdotta una presunzione relativa di adesione del datore di lavoro all'associazione stipulante, superabile solo eccependo la non iscrizione entro la prima udienza (Cassazione, 26.02.1992, n. 2410);
- la giurisprudenza ritenne infine che il contratto collettivo dovesse essere applicato nella sua interezza e a tutti i dipendenti ogni qual volta il datore vi avesse aderito, esplicitamente (per es. rinviando alla disciplina del CCNL nella lettera di assunzione) o implicitamente (per es. applicando istituti e norme significative del contratto collettivo).

Operazioni di estensione dell'efficacia del CCNL furono in più occasioni tentate anche dal legislatore.
Il tentativo più rilevante fu intrapreso con la cosiddetta legge Vigorelli (legge 14 luglio 1959 n. 741), con la quale il Parlamento delegò il Governo a recepire in un atto avente forza di legge i contenuti dei contratti collettivi di diritto comune stipulati sino a quel momento, al fine di assicurare minimi inderogabili di trattamento economico e normativo a tutti gli appartenenti a una stessa categoria.
Contro la legge Vigorelli furono avanzati da più parti dubbi di legittimità costituzionale, che tuttavia la Corte costituzionale superò in base alla considerazione che la legge delega era «provvisoria, transitoria ed eccezionale». Minor fortuna ebbe la legge di proroga che il Parlamento approvò l'anno successivo, la quale, non potendosi più considerare "eccezionale", fu dichiarata dalla Corte costituzionalmente illegittima per contrasto con l'art. 39 Cost.
Tra i tentativi legislativi di estendere l'ambito di efficacia dei CCNL di diritto comune va inoltre ricordato l'art. 36 dello Statuto dei lavoratori (l. 300/70), che impone all'appaltatore di opere pubbliche di applicare ai propri dipendenti condizioni non inferiori a quelle previste dalla contrattazione collettiva. Il medesimo obbligo è imposto dalla legge 389/89 all'imprenditore che voglia fruire della cosiddetta fiscalizzazione degli oneri sociali.

## I contratti aziendali
Nell'ordinamento italiano sono ancora presenti, accanto ai contratti collettivi di diritto comune, i contratti corporativi e i contratto collettivo aziendale di lavoro. Sono anzitutto ancora in vigore, sebbene con una limitata rilevanza pratica, i CCNL recepiti in decreto ai sensi della legge Vigorelli del 1959, di cui già si è detto in precedenza. Vigono inoltre i contratti collettivi "corporativi", stipulati durante il ventennio fascista e aventi efficacia erga omnes in quanto fonti del diritto ai sensi dall'art. 1, n. 3, delle disposizioni preliminari al codice civile del 1942. Tali CCNL, mantenuti in vita dal D.lgs.lgt. 23 novembre 1944, n. 369 nonostante l'abrogazione del sistema corporativo, non hanno più alcuna applicazione, in quanto sono stati superati dalla successiva contrattazione collettiva di diritto comune (che per la giurisprudenza ha integralmente sostituito la disciplina corporativa nonostante la diversità di fonte).
Il decreto legge 13 agosto 2011, n. 138, convertito dalla legge 14 settembre 2011, n. 148 (legge finanziaria per l'anno 2011), all'art. 8  modifica la disciplina dei contratti collettivi nazionali, che diventano derogabili da quelli territoriali e aziendali, in melius e anche i peius, sia per la parte normativa che per quella retributiva, in materia di: installazione di impianti audiovisivi, mansioni, classificazione e inquadramento professionale, orario di lavoro, assunzioni con tutti i tipi di contratti, licenziamento a eccezione di quello discriminatorio e tutela della maternità.
Già prima di questa norma, i CCNL aziendali potevano sempre derogare quello nazionale, ma soloin meius, a maggiore vantaggio del lavoratore. Potevano ad esempio stabilire un superminimo collettivo nelle retribuzione minima dei lavoratori, rispetto ai minimi tabellari del CCNL nazionale, scatti di anzianità più generosi, o giorni di ferie o permesso aggiuntivi. La norma è stata contestata perché avoca ai CCNL aziendali materie regolate altrove: dalla legge, ovunque in Europa, come il licenziamento; o dai CCNL nazionali, come accade per le declaratorie di compiti e mansioni, e per i livelli di inquadramento, che sono poi la base per determinare i salari minimi tabellari spettanti, uniformi in tutta Italia, funzione essenziale che è da sempre attribuita e calcolata col Contratto Nazionale. I contratti collettivi aziendali assumono per la prima volta efficacia erga omnes, diventano efficaci nei confronti di tutto il personale delle unità produttive cui il contratto stesso si riferisce, a condizione che sia stato approvato con votazione a maggioranza di tutti i lavoratori dell'azienda (iscritti ai sindacati firmatari dell'accordo, ad altre o a nessuna associazione sindacale). Per la prima volta in Italia viene introdotta l'esigibilità dei contratti aziendali davanti al giudice del lavoro. Il potere di firmare questi accordi spetta alle associazioni dei lavoratori comparativamente più rappresentative sul piano nazionale o territoriale, ovvero dalle loro rappresentanze sindacali operanti in azienda ai sensi della normativa di legge e degli accordi interconfederali vigenti, compreso l'accordo interconfederale del 28 giugno 2011. La legge non specifica le modalità operative e le garanzie effettive di segretezza del voto. L'esigibilità dei contratti aziendali non è retroattiva.
Resta inattuato e non recepito da norme di legge, l'accordo interconfederale sottoscritto il 28 giugno 2011 da Cgil, Cisl, Uil e Confindustria, e valido per tutti i contratti collettivi. Tale accordo prevedeva di rendere validi ed esigibili per tutti i lavoratori gli accordi firmati a livello aziendale dalla maggioranza della rappresentanza sindacale aziendale (RSA) oppure dalla maggioranza della Rappresentanza sindacale unitaria (Rsu), senza la necessità del referendum approvativo di tutti i lavoratori.

## Nel diritto dell'Unione europea

### Il trattato istitutivo
Il TFUE agli artt. 153 e 155.2 legittima la conclusione di accordi fra le parti sociali (sindacati di Bruxelles e associazioni datoriali) validi a livello dell'Unione europea.
Tuttavia, l'art. 153 determina gli ambiti per i quali le parti firmatarie possono esprimere pare favorevole a una proposta della Commissione Europea e del Consiglio d'Europa che dia efficacia a tali accordi, che in tal caso divengono immediatamente esecutivi senza necessità di legge di conversione nazionale, alla stregua dei regolamenti dell'UE.

### Principio di preminenza comunitaria
Vige il principio generale di preminenza del diritto comunitario. Benché da parte integrante della Costituzione Europea (art. I-6) sia stato relegato a uno degli allegati del Trattato di Lisbona su istanza di vari Stati membri, il 22 giugno 2007 è stato ribadito dal Servizio Giuridico del Consiglio d'Europa che «dalla giurisprudenza della Corte si evince che il principio di preminenza del diritto comunitario è un principio fondamentale del diritto comunitario stesso. Secondo la Corte, tale principio è insito nella natura della Comunità europea. All'epoca della prima sentenza di questa giurisprudenza consolidata, (Costa contro ENEL, 15 luglio 1964, causa 6/64) non esisteva alcuna menzione di preminenza nel trattato. La situazione è a tutt'oggi immutata.» Il principio fu storicamente introdotto dalla Corte di Giustizia Ue e solo successivamente recepito dai trattati dell'Unione, ed è applicato anche dai giudici nazionali mediante la disapplicazione di norme nazionali in contrasto col diritto dell'UE, sia in ambito civile-privatistico e in particolare giuslavoristico, che nel diritto amministrativo.

## Riferimenti normativi
- Art. 2 commi 2-3 e artt. 40-50-bis Decreto legilsativo 30 marzo 2001, n. 165 - Norme generali sull'ordinamento del lavoro alle dipendenze delle amministrazioni pubbliche.